# Вахув
Вахув (пол. Wachów, нім. Wachow, 1936-45: Wallhof) — село в Польщі, у гміні Олесно Олеського повіту Опольського воєводства.
Населення — 239 осіб (2011).
У 1975-1998 роках село належало до Ченстоховського воєводства.

## Демографія
Демографічна структура станом на 31 березня 2011 року:
|          | Загалом | Допрацездатний вік | Працездатний вік | Постпрацездатний вік |
| -------- | ------- | ------------------ | ---------------- | -------------------- |
| Чоловіки | 117     | 27                 | 73               | 17                   |
| Жінки    | 122     | 28                 | 68               | 26                   |
| Разом    | 239     | 55                 | 141              | 43                   |